# Adolf von Riese-Stallburg
Adolf von Riese-Stallburg (7. ledna 1822 Vídeň – 18. prosince 1899 Berlín) byl rakouský šlechtic z rodu Riese-Stallburgů a politik německé národnosti z Čech, v 2. polovině 19. století poslanec Českého zemského sněmu.

## Biografie
Baron Adolf von Riese-Stallburg pocházel z šlechtického rodu Riese-Stallburgů. Jeho otcem byl Mathias von Riese-Stallburg, matkou hraběnka Marie, rozená baronka Hochberg von Hennersdorf. Dne 15. listopadu 1862 se oženil. Jeho manželkou byla Sophie von Regemann. Měli dva syny a dceru.
Působil jako velkostatkář. Patřila mu panství Odolena Voda, Panenské Břežany a Chvatěruby. Sloužil v rakouské armádě, kde dosáhl hodnosti rytmistra. Roku 1857 byl jmenován komořím. Od roku 1846 byl baronem. Byl čestným rytířem pruského Königlich Preußischer St. Johanniter-Orden.
Zapojil se i do politiky. Zasedal jako poslanec Českého zemského sněmu, kam se poprvé dostal v doplňovacích volbách v srpnu 1868 za velkostatkářskou kurii, svěřenecké velkostatky. Do sněmu se vrátil v zemských volbách v roce 1872 a mandát obhájil i v zemských volbách v roce 1878. Zastupoval Stranu ústavověrného velkostatku, která byla provídeňsky a centralisticky orientována.
Zemřel v prosinci 1899.
V politice byli činní i jeho bratři Anton von Riese-Stallburg a Werner Friedrich von Riese-Stallburg.